# 朱壽𨰜
魯溫肅世子朱壽𨰜（？—1569年），明朝第六代魯王——魯恭王朱頤坦的世子。
他在何時受封世子已不可考，並在隆慶三年壬戌（1569年）去世，諡號溫肅世子，無子。後來六弟富平王朱壽鏳在二十七年後襲封魯王，是為魯敬王。